# 149丁目-グランド・コンコース駅
149丁目-グランド・コンコース駅（149ちょうめ-グランド・コンコースえき、英語: 149th Street–Grand Concourse）はニューヨーク市地下鉄IRTジェローム・アベニュー線とIRTホワイト・プレーンズ・ロード線の乗換駅である。ブロンクス区モット・ヘイヴンの東149丁目とグランド・コンコースの交差点に位置し、2系統と4系統が終日、5系統が深夜を除く終日停車する。

## 駅構造
| G                                       | 地上階                                   | 出入口 |
| B1                                      | 改札階                                   | 改札口、駅員詰所、メトロカード自動券売機 |
| B2 ジェローム・アベニュー線ホーム       | 北行緩行線                               | ← 夕ラッシュ以外：ウッドローン駅行き（161丁目-ヤンキー・スタジアム駅） |
| B2 ジェローム・アベニュー線ホーム       | 島式ホーム、到着番線に応じた側の扉が開く | |
| B2 ジェローム・アベニュー線ホーム       | 混雑方向急行線                           | ← 夕ラッシュ：ウッドローン駅行き（161丁目-ヤンキー・スタジアム駅） → 朝ラッシュ：クラウン・ハイツ-ユーティカ・アベニュー駅行き（125丁目駅）→ ←（定期列車なし：バーンサイド・アベニュー駅） |
| B2 ジェローム・アベニュー線ホーム       | 島式ホーム、到着番線に応じた側の扉が開く | |
| B2 ジェローム・アベニュー線ホーム       | 南行緩行線                               | → 朝ラッシュ・深夜帯以外：クラウン・ハイツ-ユーティカ・アベニュー駅行き（138丁目-グランド・コンコース駅）→ 深夜帯：ニューロッツ・アベニュー駅行き（138丁目-グランド・コンコース駅）→       |
| B3                                      | 中間階                                   | ホーム間連絡通路 |
| B4 ホワイト・プレーンズ・ロード線ホーム | 相対式ホーム、右側の扉が開く             | 相対式ホーム、右側の扉が開く |
| B4 ホワイト・プレーンズ・ロード線ホーム | 南行線                                   | ← ブルックリン・カレッジ駅行き（135丁目駅） ← 平日：ブルックリン・カレッジ駅行き（138丁目-グランド・コンコース駅） ← 週末：ボウリング・グリーン駅行き（138丁目-グランド・コンコース駅）    |
| B4 ホワイト・プレーンズ・ロード線ホーム | 北行線                                   | → ウェイクフィールド-241丁目駅行き（3番街-149丁目駅）→ イーストチェスター-ダイアー・アベニュー駅行き（3番街-149丁目駅）→ ラッシュ時：ネレイド・アベニュー駅行き（3番街-149丁目駅）→        |
| B4 ホワイト・プレーンズ・ロード線ホーム | 相対式ホーム、右側の扉が開く             | |

### 出口
東149丁目とグランド・コンコースの交差点南東・南西の角にそれぞれ階段が2つずつ、計4つ出ている。

## IRTジェローム・アベニュー線
IRTジェローム・アベニュー線の149丁目-グランド・コンコース駅（149ちょうめ-グランド・コンコースえき、英語: 149th Street–Grand Concourse）は1917年6月2日に開業した島式ホーム2面と緩行線2線・急行線1線を有した2面3線の地下駅である。駅はIRTホワイト・プレーンズ・ロード線ホームより上層に位置し、同ホームへの無料連絡通路が接続している。また、ニューヨーク・セントラル鉄道（現在はメトロノース鉄道に吸収）の未成駅の痕跡を見てとることができる。

## IRTホワイト・プレーンズ・ロード線
IRTホワイト・プレーンズ・ロード線の149丁目-グランド・コンコース駅（149ちょうめ-グランド・コンコースえき、英語: 149th Street–Grand Concourse）は相対式ホーム2面と線路2線を有した2面2線の地下駅である。駅はIRTジェローム・アベニュー線ホームよりも下層にあり同ホームへの無料連絡通路が接続している。ホーム西側では天井が丸く高い構造となっており、IRTブロードウェイ-7番街線の168丁目駅や181丁目駅に似た造りになっている。また、ホーム南端には閉鎖されている跨線橋とエレベーターがある。
駅は1905年7月10日にモット・アベニュー駅 (Mott Avenue) として開業した。当駅はブロンクス区内において最初に開業した地下鉄駅である。開業当時の駅舎はアメリカ合衆国国家歴史登録財に登録されている。今日、モザイクを用いて"Mott Avenue"と書かれた駅名標は全て金属製の"149 St-Grand Concourse"と書かれた駅名標に覆われており見ることができない。かつては南行ホーム北端にあった1つのみかつての駅名標を覆わずに無傷で残していたが、非常に激しい降雨の後に深刻な水漏れが発生し、駅名標を構成していたタイルのほぼ全てが壁から剥がれ落ちてしまった。MTAはこの駅名標を修復する計画を立てることはなく、2011年の秋にこの部分に金属製の現在の駅名標が取り付けられた。
駅の南側ではIRTジェローム・アベニュー線への連絡線が分岐し、上り勾配を進み当駅の上層階から出てきたジェローム・アベニュー線に接続している。この分岐地点は通過する列車の本数が非常に多く、分岐する5系統の列車は発車・到着が1分程遅れるのが日常となっている。ホワイト・プレーンズ・ロード線は分岐地点をそのまま直進し、ハーレム川を潜って142丁目ジャンクションでIRTレノックス・アベニュー線に合流している。
1905年の駅開設時から2002年までは、南北線の間に柱がなく、線路を挟んで反対のホームをしっかりと見ることができた。その後、通信ケーブルの固定のために細い柱が建てられた。